# Isla de Pascua (kommun i Chile)
Isla de Pascua är en kommun i Chile.   Den ligger i provinsen Provincia de Isla de Pascua och regionen Región de Valparaíso, i den västra delen av landet, 3 800 km väster om huvudstaden Santiago de Chile. Isla de Pascua ligger på ön Påskön.
Trakten runt Isla de Pascua består till största delen av jordbruksmark. Trakten runt Isla de Pascua är nära nog obefolkad, med mindre än två invånare per kvadratkilometer.